# Oumou Traoré
Pour les articles homonymes, voir Traoré.
Oumou Traoré, née le 10 octobre 1969, est une athlète malienne. 

## Biographie
Oumou Traoré est médaillée de bronze du lancer du poids aux championnats d'Afrique 1996 à Yaoundé.
Elle est médaillée d'or du lancer du poids aux Championnats d'Afrique de l'Ouest en 1999 à Bamako.